# Ella Fitzgerald Sings the George and Ira Gershwin Songbook
Az Ella Fitzgerald Sings the George and Ira Gershwin Songbook Ella Fitzgerald amerikai dzsesszénekesnő öt nagylemezből álló albuma, mely George és Ira Gershwin dalaira fókuszál. A felvétel Nelson Riddle zenekarával készült – ez volt az első alkalom, hogy Ella és Riddle együtt dolgoztak. Ez az album a legnagyobb projekt, amin Ella valaha is dolgozott, és ezt tartják a nyugati könnyűzene leginkább nagyra törő teljesítményének.
Az album borítóján a francia Bernard Buffet portréja látható Fitzgeraldról. Ezek után több albumon is kortárs alkotók portréja tűnt fel a borítón.
Riddle 59 Gershwin-kompozíciót hangszerelt, köztük két instrumentális szvitet, amelyek megnyitják az albumot. Bár George Gershwin 1937-ben meghalt, Ira Gershwin megérte a lemez elkészültét, és maga is aktívan részt vett a munkálatokban. A megjelenés után kijelentette „sosem tudtam, milyen jók a dalaink, amíg nem hallottam őket Ella előadásában”.
Szerepel az 1001 lemez, amit hallanod kell, mielőtt meghalsz című könyvben.

## Az album dalai
Az eredetileg 5 lemez számai, a két szvittel kibővítve, 1998-as újabb kiadás szerint.

### Első lemez
|     | Cím                                            | Szerző(k)              | Hossz |
| --- | ---------------------------------------------- | ---------------------- | ----- |
| 1.  | Ambulatory Suite - Promenade (Walking the Dog) | George Gershwin        | 2:31  |
| 2.  | Ambulatory Suite - March of the Swiss Soldiers | George Gershwin        | 2:04  |
| 3.  | Ambulatory Suite - Fidgety Feet                | George Gershwin        | 2:46  |
| 4.  | The Preludes - Prelude I                       | George Gershwin        | 1:36  |
| 5.  | The Preludes - Prelude II                      | George Gershwin        | 3:48  |
| 6.  | The Preludes - Prelude III                     | George Gershwin        | 1:13  |
| 7.  | Sam and Delilah                                | George és Ira Gershwin | 3:15  |
| 8.  | But Not for Me                                 | George és Ira Gershwin | 3:31  |
| 9.  | My One and Only                                | George és Ira Gershwin | 2:36  |
| 10. | Let's Call the Whole Thing Off                 | George és Ira Gershwin | 4:26  |
| 11. | (I've Got) Beginner's Luck                     | George és Ira Gershwin | 3:08  |
| 12. | Oh, Lady be Good!                              | George és Ira Gershwin | 3:58  |
| 13. | Nice Work If You Can Get It                    | George és Ira Gershwin | 3:32  |
| 14. | Things Are Looking Up                          | George és Ira Gershwin | 3:03  |
| 15. | Just Another Rhumba                            | George és Ira Gershwin | 5:34  |
| 16. | How Long Has This Been Going On?               | George és Ira Gershwin | 3:45  |
| 17. | 'S Wonderful                                   | George és Ira Gershwin | 3:28  |
| 18. | The Man I Love                                 | George és Ira Gershwin | 3:50  |
| 19. | That Certain Feeling                           | George és Ira Gershwin | 3:07  |
| 20. | By Strauss                                     | George és Ira Gershwin | 2:29  |
| 21. | Someone to Watch Over Me                       | George és Ira Gershwin | 4:30  |
| 22. | The Real American Folk Song (Is a Rag)         | George és Ira Gershwin | 3:43  |

### Második lemez
|     | Cím                             | Szerző(k)              | Hossz |
| --- | ------------------------------- | ---------------------- | ----- |
| 1.  | Who Cares?                      | George és Ira Gershwin | 3:05  |
| 2.  | Looking For a Boy               | George és Ira Gershwin | 3:02  |
| 3.  | They All Laughed                | George és Ira Gershwin | 3:02  |
| 4.  | My Cousin in Milwaukee          | George és Ira Gershwin | 3:07  |
| 5.  | Somebody from Somewhere         | George és Ira Gershwin | 3:06  |
| 6.  | A Foggy Day                     | George és Ira Gershwin | 3:50  |
| 7.  | Clap Yo' Hands                  | George és Ira Gershwin | 2:28  |
| 8.  | For You, For Me, For Evermore   | George és Ira Gershwin | 3:23  |
| 9.  | Stiff Upper Lip                 | George és Ira Gershwin | 2:50  |
| 10. | Boy Wanted                      | George és Ira Gershwin | 3:33  |
| 11. | Strike Up the Band              | George és Ira Gershwin | 2:33  |
| 12. | Soon                            | George és Ira Gershwin | 2:20  |
| 13. | I've Got a Crush on You         | George és Ira Gershwin | 3:26  |
| 14. | Bidin' My Time                  | George és Ira Gershwin | 2:40  |
| 15. | Aren't You Kind Of Glad We Did? | George és Ira Gershwin | 3:28  |
| 16. | Of Thee I Sing                  | George és Ira Gershwin | 3:07  |
| 17. | 'The Half of it, Dearie' Blues  | George és Ira Gershwin | 3:45  |
| 18. | I Was Doing All Right           | George és Ira Gershwin | 3:25  |
| 19. | He Loves and She Loves          | George és Ira Gershwin | 2:46  |
| 20. | Love is Sweeping the Country    | George és Ira Gershwin | 3:24  |
| 21. | Treat Me Rough                  | George és Ira Gershwin | 2:54  |

### Harmadik lemez
|     | Cím                               | Szerző(k)              | Hossz |
| --- | --------------------------------- | ---------------------- | ----- |
| 1.  | Our Love is Here to Stay          | George és Ira Gershwin | 3:52  |
| 2.  | Slap That Bass                    | George és Ira Gershwin | 3:23  |
| 3.  | Isn't It a Pity?                  | George és Ira Gershwin | 3:23  |
| 4.  | Shall We Dance?                   | George és Ira Gershwin | 3:08  |
| 5.  | Love Walked In                    | George és Ira Gershwin | 3:52  |
| 6.  | You've Got What Gets Me           | George és Ira Gershwin | 2:13  |
| 7.  | They Can't Take That Away from Me | George és Ira Gershwin | 3:07  |
| 8.  | Embraceable You                   | George és Ira Gershwin | 4:49  |
| 9.  | I Can't Be Bothered Now           | George és Ira Gershwin | 2:48  |
| 10. | Boy! What Love Has Done To Me!    | George és Ira Gershwin | 3:46  |
| 11. | Fascinating Rhythm                | George és Ira Gershwin | 3:22  |
| 12. | Funny Face                        | George és Ira Gershwin | 3:23  |
| 13. | Lorelei                           | George és Ira Gershwin | 3:21  |
| 14. | Oh, So Nice!                      | George és Ira Gershwin | 3:40  |
| 15. | Let's Kiss and Make Up            | George és Ira Gershwin | 3:49  |
| 16. | I Got Rhythm                      | George és Ira Gershwin | 3:07  |

### Negyedik lemez
|    | Cím                    | Szerző(k)                                     | Hossz |
| -- | ---------------------- | --------------------------------------------- | ----- |
| 1. | Somebody Loves Me      | G. Gershwin, Buddy DeSylva, Ballard MacDonald | 2:36  |
| 2. | Cheerful Little Earful | Harry Warren, Ira Gershwin, Billy Rose        | 2:06  |

### Alternatív felvételek és remixek
1. But Not for Me – 2:05 (45 rpm)
2. Lorelei – 3:00 (alternatív felvétel)
3. Our Love is Here to Stay – 3:51 (részben alternatív felvétel)
4. Oh, Lady be Good! – 4:04 (alternatív felvétel)
5. Oh, Lady be Good! – 3:56 (alternatív felvétel)
6. Oh, Lady be Good! – 4:12 (alternatív felvétel)
7. But Not for Me – 2:05 (mono mix)
8. Fascinating Rhythm – 3:21 (mono mix)
9. They All Laughed – 3:02 (mono mix)
10. The Man I Love – 3:50 (mono mix)
11. Nice Work If You Can Get It – 3:32 (mono mix)
12. Clap Yo' Hands – 2:29 (mono mix)
13. Let's Call the Whole Thing Off – 4:26 (mono mix)
14. I Was Doing All Right – 3:25 (mono mix)
15. He Loves and She Loves – 2:46 (mono mix)
16. (I've Got) Beginner's Luck – 3:07 (mono mix)

## Közreműködők
- Ella Fitzgerald – ének

Trombita
- Don Fagerquist
- Pete Candoli
- Joe Triscari
- Conrad Gozzo
- Cappy Lewis
- Vito Mangano
- Mannie Klein
- Dale McMickle
- Shorty Sherock

Harsona
- Milt Bernhart
- James Priddy
- Juan Tizol
- Richard Noel
- Tommy Pederson
- Karl DeKarske
- George Roberts

Kürt
- Vincent DeRosa
- James Decker

Szaxofon
- Ted Nash (alt)
- Benny Carter (alt)
- Ronnie Lang (alt)
- Chuck Gentry (basszus)
- Plas Johnson (tenor)

Tuba
- Ed Gilbert
- Red Callender

Fafúvós hangszerek
- Buddy Collette
- Buck Skalak
- Gene Cipriano
- Jewell Grant
- Jules Jacob
- Wilbur Schwartz
- Justin Gordon
- William Green
- Harry Klee
- Joe Koch
- Champ Webb

Hegedű
- Israel Baker
- Henry Hill
- Harold Dicterow
- Erno Neufield
- Victor Arno
- Victor Bay
- Alex Beller
- Joseph Livoti
- Jacques Gasselin
- Walter Edelstein
- James Getzoff
- Eudice Shapiro
- Ben Gill
- Murrary Kellner
- Nat Ross
- Felix Slatkin
- Marshall Sosson
- Misha Russell
- Paul Shure
- Dan Lube
- Gerald Vinci

Brácsa
- Alvin Dinken
- Lou Kievman
- David Sterkin
- Stanley Harris
- Paul Robyn
- Barbara Simons

Cselló
- Elizabeth Greenschpoon
- James Arkatov
- Armand Kaproff
- George Neikrug
- Dave Filerman
- Kurt Reher

Zongora
- Paul Smith
- Lou Levy

Gitár
- Herb Ellis
- Barney Kessel

Nagybőgő
- Joe Comfort
- Ralph Pena

Dobok
- Alvin Stoller
- Mel Lewis
- Bill Richmond

Ütőhangszerek
- Frank Flynn
- Larry Bunker

Egyéb
- Katharine Julyie – hárfa
- Nelson Riddle – hangszerelés, karmester